# Pabellón de la Navegación (Sevilla)
El pabellón de la Navegación fue construido para la Exposición universal de Sevilla en 1992, proyectado por el arquitecto sevillano Guillermo Vázquez Consuegra que por ello recibió una mención de edificación en la II Bienal de Arquitectura Española. Desde 2012, el edificio es un espacio museístico que cuenta la evolución de la navegación atlántica.

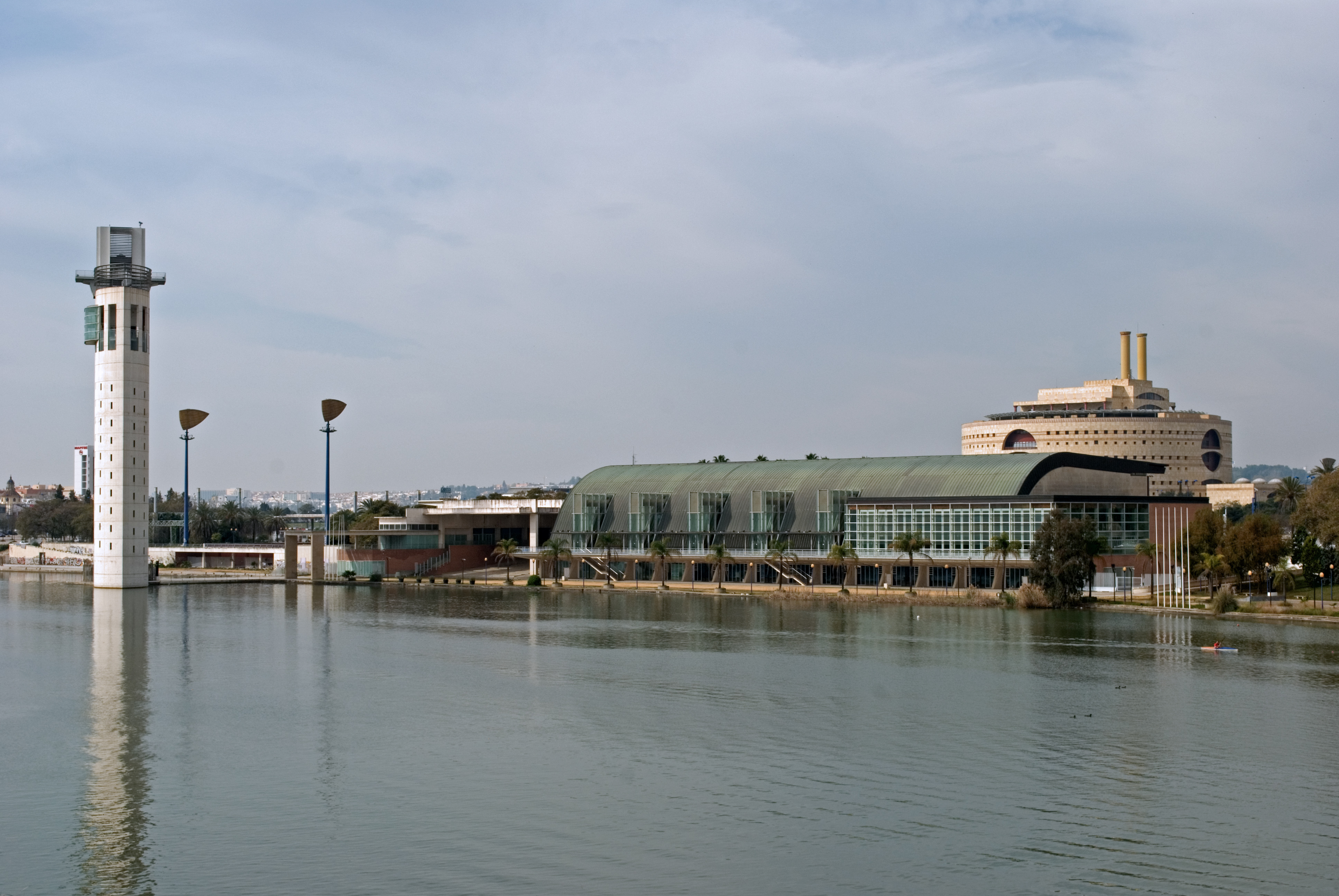
Vista del pabellón de la navegación y de la torre Schindler.

## Ubicación
Se sitúa al borde del río Guadalquivir, en el sector sur del recinto de la isla de la Cartuja, junto al pantalán que acota el puerto fluvial, entre los puentes de Chapina y de la Cartuja. El edificio mira hacia el centro histórico de Sevilla. Su dirección exacta es C/ Camino de los Descubrimientos, 4.

## Contenido durante la Exposición de 1992
Durante la exposición universal, el pabellón de la Navegación fue dedicado a las expediciones científicas, los descubrimientos y avances en la técnica naval. En algunas de sus salas se recreaba el ambiente interior de un barco en la época de Colón, tales como la bodega o la cubierta. Constituyó uno de los pabellones más visitados de toda la exposición.

## Descripción del edificio
- Superficie de la parcela: 14.152 m²
- Superficie construida: 16.266 m²
- Altura máxima: 20 metros.

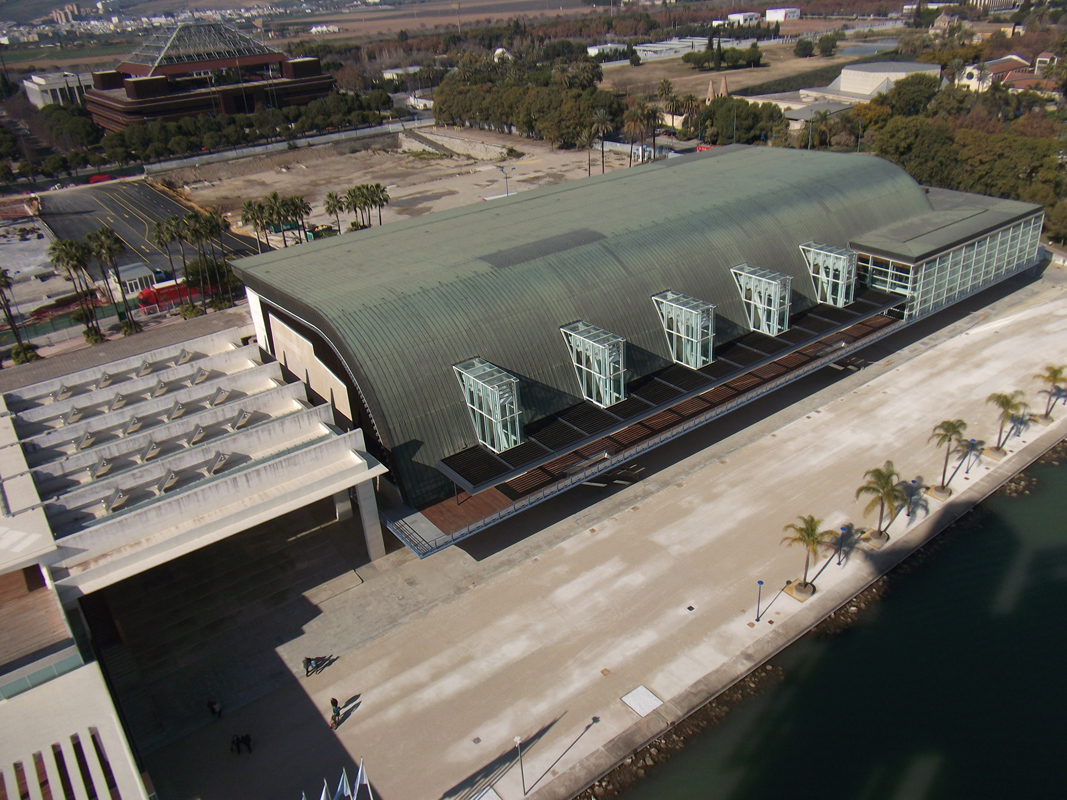
Pabellón de la navegación visto desde la torre Schindler

Se asienta sobre una plataforma situada a la cota del muelle, ofreciendo su fachada principal al río, resaltando en esta vista la cubierta metálica curvada que ofrece su convexidad a la ciudad histórica y en la que, indudablemente, se advierten resonancias de viejas imágenes de hangares y tinglados portuarios.
Se articula en torno a dos construcciones, una de ellas destinada a servicios (cafetería y restaurante) y otra a los usos propios de la exposición, unidas a través de una gran rampa escalonada cubierta, que al mismo tiempo que las une, se configura como puerta al río estableciéndose una relación visual directa con el muelle, los barcos, el río y la ciudad. 
Longitudinalmente, a su vez, el Pabellón se desdobla en dos piezas paralelas que conforman en su interior una calle: la gran sala de exposiciones, cuyo vacío interior permite ser recorrido perimetralmente a través de rampas y galerías, y la pieza de menor dimensión, de servicios (almacenes, talleres, e instalaciones) que, prolongándose en un pórtico abierto, configura la larga fachada homogénea y unitaria del Pabellón a la plaza de los Descubrimientos, es decir, hacia tierra. 
Las analogías con el mundo de la navegación se producen, más allá de las formas, en la utilización de un material tradicional como es la madera. La sección se resuelve estructuralmente con grandes vigas curvadas de madera que cuentan con un doble apoyo sobre elementos de hormigón. 
En la fachada que da al río, apoyando sobre robustos pilares, se desarrolla una amplia plataforma que sirve de balcón-mirador al Guadalquivir. Apoyados sobre este balcón se alinean cinco lucernarios prismáticos de vidrio que iluminan el interior del Pabellón.
El proyecto consta, además, de una torre mirador, separada del resto del Pabellón, situada al final del pantalán que se adentra en el río, elemento vertical que sirve como contrapunto a las grandes superficies horizontales. La torre se desdobla en dos piezas de distinta configuración formal: una sobre el pantalán, metálica y ligera, que adopta la geometría de un prisma recto de base triangular, que contiene las escaleras de descenso, y otra, de hormigón blanco, que en forma de quilla hunde sus cimientos en el río, conteniendo el sistema de rampas y ascensores. Su altura, en torno a los 60 m, le confiere la condición de un privilegiado mirador sobre la ciudad.

## Utilización posterior

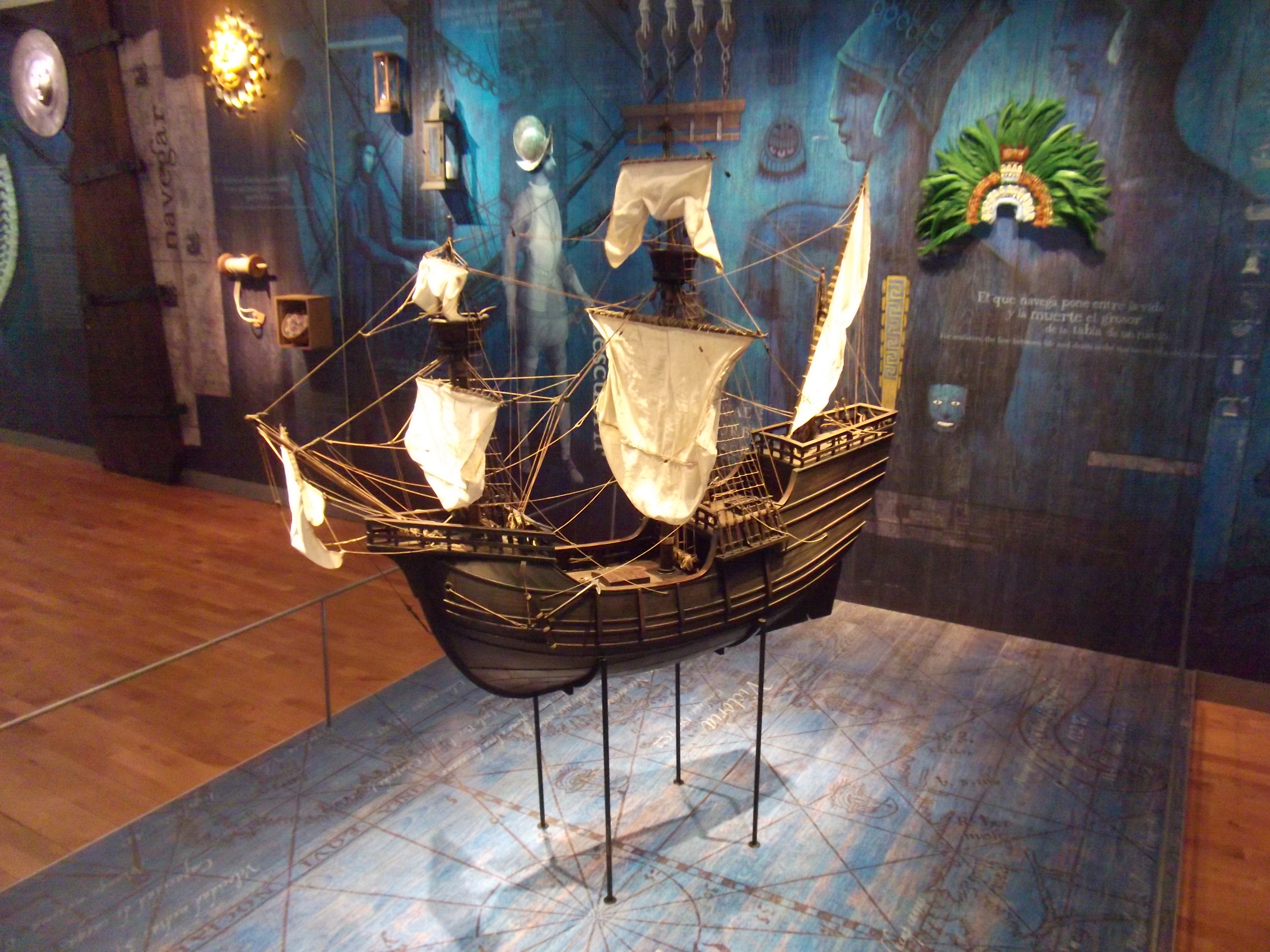
Miniatura Nao Victoria

Aunque de carácter permanente, el edificio se concibió con la flexibilidad suficiente para que fuese posible su acondicionamiento posterior. Conservó gran parte de sus contenidos originales hasta 1998, desde entonces su uso se limitó a la celebración de eventos. En 2005, AGESA, la sociedad estatal encargada de la gestión posterior del patrimonio de la Exposición trasladó sus oficinas al pabellón, propiedad del Estado. 
En 2007, Agesa, estableció su intención de reabrir el pabellón de la Navegación como recinto museístico sobre la navegación atlántica. La dirección de Agesa, cerró un acuerdo con el arquitecto Guillermo Vázquez Consuegra, para la reforma del recinto, por el que invertiría nueve millones de euros, teniendo previsto su apertura para el otoño de 2009.
Finalmente, y con un diseño de empresa sevillana GPD (General de Producciones y Diseño), la inauguración se retrasó hasta el 2 de enero de 2012 con un coste de 11 millones de euros. El nuevo espacio museístico cuenta la evolución de la navegación atlántica e incluye la Torre Schindler.

## Contenido museístico

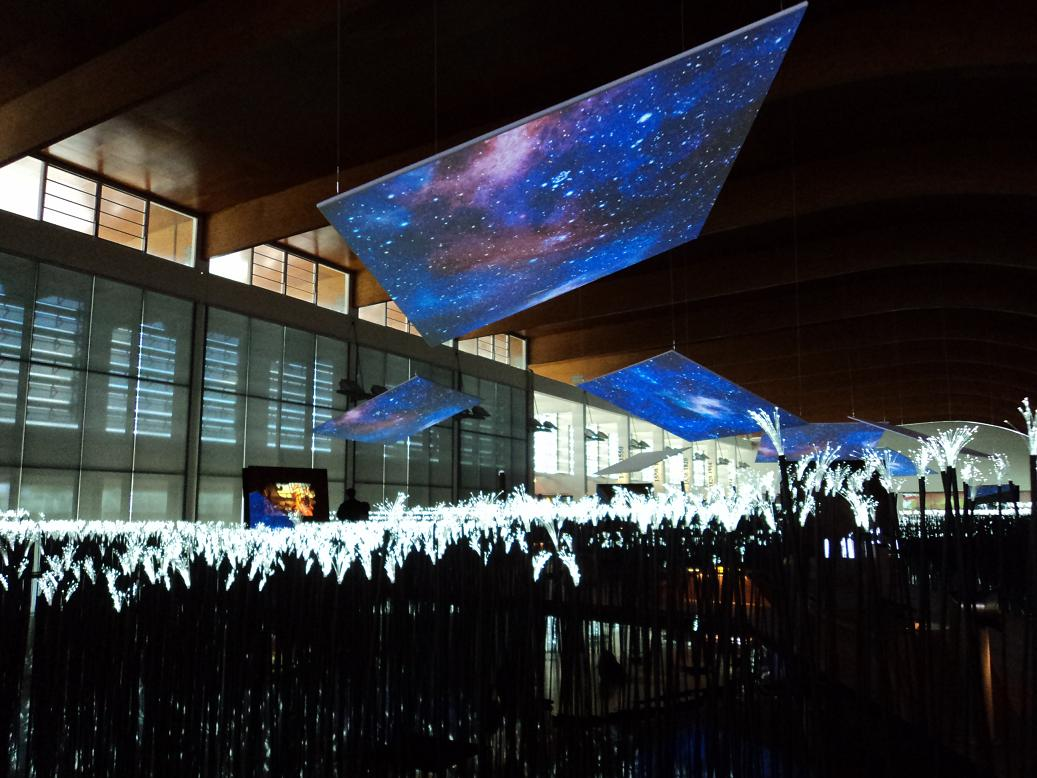
Vista del interior del museo

El museo consta de una primera sala, la de mayor extensión, en la que las luces y el sonido transportan al visitante al océano, recorriendo diferentes puntos en los que conocer las vidas de personajes históricos que han sido recopiladas en el Archivo de Indias.
En la segunda sala se presenta un mural de varios metros de largo diseñado y realizado por el pintor Gabriel Pacheco donde se cuenta la historia de la navegación y los cambios realizados en los buques desde el siglo XVI hasta hoy. Se muestra una serie de maquetas que formaron parte del contenido expositivo del pabellón durante la Exposición Universal, restauradas para la ocasión. 
En la tercera sala, denominada "La vida a bordo", se expone una serie de juegos para conocer de primera mano los oficios de los marineros, la bomba de achique, el timón, cómo manejar el velamen y otros elementos de la navegación.
Por último, con vistas al río, dos grandes pantallas táctiles con diferentes imágenes históricas de la ciudad de Sevilla. Navegando por las imágenes es posible conocer la evolución de la ciudad y su relación, fundamental, con el río Guadalquivir. 
De regreso al exterior, tras visitar el Pabellón, la Torre Schindler cierra la visita con una imagen panorámica de la ciudad.

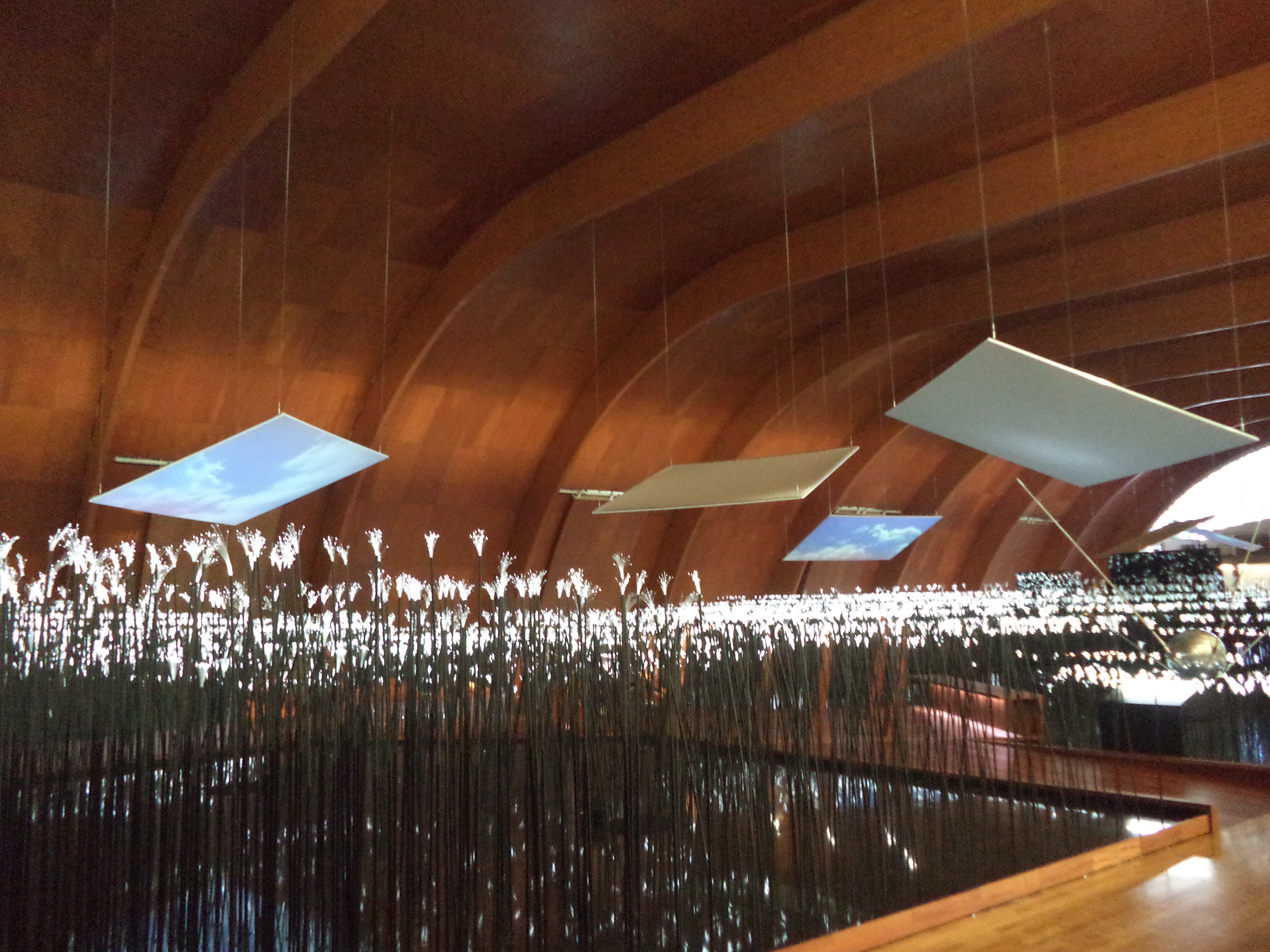
Interior del Pabellón de la Navegación. Se asemeja al casco de un barco